# (189011) Огмий
(189011) Огмий (др.-греч. Ὄγμιος) — околоземный астероид из группы Амура (I), который был открыт 8 июля 1997 года в рамках астрономического обзора ODAS в исследовательском центре CERGA и назван в честь Огмия, персонажа кельтской мифологии, соответствующего у кельтов древнегреческому Гераклу.

Орбита астероида Огмий и его положение в Солнечной системе
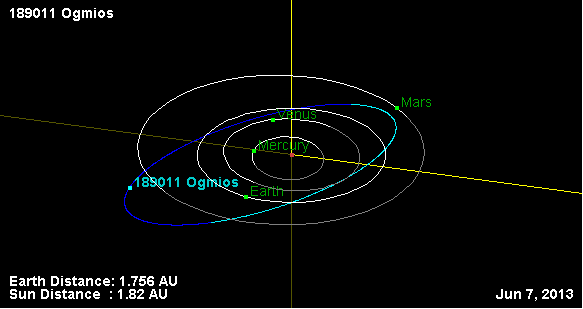
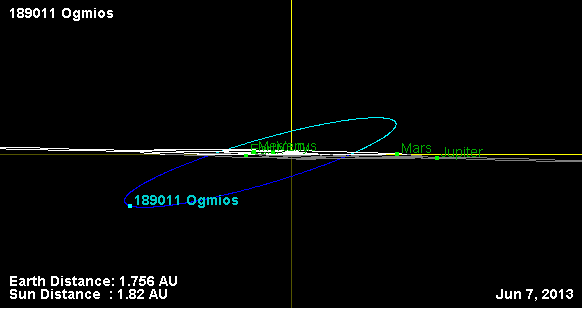
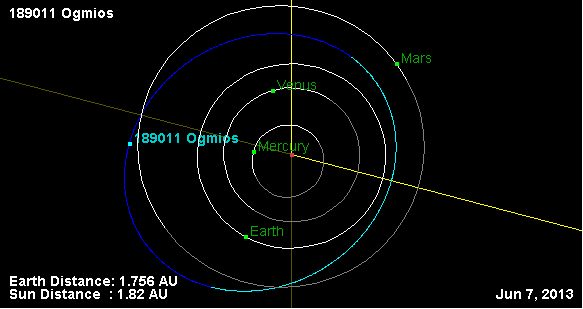